# Kapf
Le Kapf est un promontoire s’avançant au-dessus du confluent de la Brigach et de la Kirnach en face de la gare de Kirnach à Villingen-Schwenningen dans le Bade-Wurtemberg. Sa particularité est d'avoir accueilli un habitat fortifié celtique entre -600 et -550 du temps de la civilisation de Hallstatt. Son installation est due aux ressources en limonite, un minerai de fer, qui ont été exploitées à ciel ouvert. Comme elles ont été vite épuisées, le village a été rapidement abandonné. 
Le village était densément peuplé mais relativement petit, environ 2 hectares. Il était protégé par deux murs. Le mur intérieur était long de 100 mètres, haut de deux mètres avec un mur en pierre sur le devant et un fossé. Il coupait la pointe du promontoire et permettait ainsi de protéger un territoire triangulaire de 90 m de long pour une base de 120 m.  Le mur externe était en terre, haut d'un mètre cinquante pour huit mètres de large.
Seul le tracé des murs est encore visible aujourd'hui.
Le site a été fouillé en 1959, mettant au jour de nombreuses pièces de céramique ainsi qu'une fibule. Il est à mettre en relation avec le tumulus géant du Magdalenenberg (102 m de diamètre) qui a servi de tombe princière. 